# Snowboard nos Jogos Olímpicos de Inverno de 2022 - Big air masculino
O big air masculino do snowboard nos Jogos Olímpicos de Inverno de 2022 ocorreu nos dias 14 e 15 de fevereiro no Big Air Shougang, em Pequim.

## Medalhistas
| Ouro   | CHN Su Yiming     |
| Prata  | NOR Mons Røisland |
| Bronze | CAN Max Parrot    |

## Resultados
Os doze primeiros colocados classificam-se à final. O resultado é calculado pela soma das duas melhores pontuações após três descidas.

### Qualificação
| Pos. | Bib | Ordem | Atleta              | País               | Descida 1 | Descida 2 | Descida 3 | Melhor | Notas |
| ---- | --- | ----- | ------------------- | ------------------ | --------- | --------- | --------- | ------ | ----- |
| 1    | 1   | 1     | Max Parrot          | CAN Canadá         | 78.25     | 86.50     | 26.50     | 164.75 | Q     |
| 2    | 3   | 5     | Takeru Otsuka       | JPN Japão          | 68.50     | 75.50     | 91.50     | 160.00 | Q     |
| 3    | 2   | 3     | Red Gerard          | USA Estados Unidos | 75.50     | 80.00     | 78.75     | 158.75 | Q     |
| 4    | 27  | 9     | Hiroaki Kunitake    | JPN Japão          | 83.75     | 61.50     | 74.50     | 158.25 | Q     |
| 5    | 23  | 8     | Su Yiming           | CHN China          | 92.50     | 62.75     | 28.00     | 155.25 | Q     |
| 6    | 4   | 4     | Marcus Kleveland    | NOR Noruega        | 87.75     | 63.75     | 61.25     | 151.50 | Q     |
| 7    | 9   | 17    | Sven Thorgren       | SWE Suécia         | 80.75     | 70.25     | 33.75     | 151.00 | Q     |
| 8    | 6   | 27    | Mark McMorris       | CAN Canadá         | 81.50     | 65.75     | 65.75     | 147.25 | Q     |
| 9    | 10  | 7     | Mons Røisland       | NOR Noruega        | 31.25     | 80.00     | 66.50     | 146.50 | Q     |
| 10   | 5   | 2     | Chris Corning       | USA Estados Unidos | 64.25     | 17.50     | 81.75     | 146.00 | Q     |
| 11   | 19  | 19    | Niek van der Velden | NED Países Baixos  | 79.00     | 60.00     | 63.75     | 142.75 | Q     |
| 12   | 13  | 14    | Darcy Sharpe        | CAN Canadá         | 29.00     | 77.50     | 64.50     | 142.00 | Q     |
| 13   | 14  | 28    | Rene Rinnekangas    | FIN Finlândia      | 78.75     | 12.25     | 60.75     | 139.50 |       |
| 14   | 12  | 22    | Nicolas Huber       | SUI Suíça          | 64.25     | 75.00     | 24.75     | 139.25 |       |
| 15   | 25  | 11    | Kaito Hamada        | JPN Japão          | 80.75     | 41.75     | 55.75     | 136.50 |       |
| 16   | 28  | 18    | Ståle Sandbech      | NOR Noruega        | 69.50     | 15.50     | 66.50     | 136.00 |       |
| 17   | 11  | 21    | Sean FitzSimons     | USA Estados Unidos | 53.25     | 68.75     | 16.25     | 122.00 |       |
| 18   | 17  | 29    | Kalle Järvilehto    | FIN Finlândia      | 22.75     | 85.75     | 22.00     | 107.75 |       |
| 19   | 30  | 24    | Vlad Khadarin       | ROC                | 67.00     | 37.25     | 30.00     | 104.25 |       |
| 20   | 24  | 12    | Niklas Mattsson     | SWE Suécia         | 18.50     | 80.75     | 21.75     | 102.50 |       |
| 21   | 8   | 26    | Dusty Henricksen    | USA Estados Unidos | 23.00     | 72.75     | 20.75     | 93.50  |       |
| 22   | 29  | 6     | Emiliano Lauzi      | ITA Itália         | 23.50     | 80.75     | 12.25     | 93.00  |       |
| 23   | 18  | 13    | Tiarn Collins       | NZL Nova Zelândia  | 71.25     | 14.25     | 21.25     | 92.50  |       |
| 24   | 26  | 20    | Noah Vicktor        | GER Alemanha       | 60.50     | 18.25     | 29.75     | 90.25  |       |
| 25   | 20  | 25    | Leon Vockensperger  | GER Alemanha       | 66.00     | 24.00     | 17.25     | 90.00  |       |
| 26   | 7   | 15    | Sébastien Toutant   | CAN Canadá         | 67.00     | 22.50     | 11.25     | 89.50  |       |
| 27   | 21  | 23    | Jonas Bösiger       | SUI Suíça          | 60.00     | 9.50      | 15.75     | 75.75  |       |
| 28   | 22  | 16    | Matthew Cox         | AUS Austrália      | 56.25     | 19.00     | 13.75     | 70.00  |       |
| 29   | 15  | 10    | Ruki Tobita         | JPN Japão          | 25.75     | 16.25     | 20.25     | 46.00  |       |

### Final
| Pos. | Bib | Ordem | Atleta              | País               | Descida 1 | Descida 2 | Descida 3 | Melhor | Notas |
| ---- | --- | ----- | ------------------- | ------------------ | --------- | --------- | --------- | ------ | ----- |
| 01 ! | 23  | 8     | Su Yiming           | CHN China          | 89.50     | 93.00     | 33.00     | 182.50 |       |
| 02 ! | 10  | 4     | Mons Røisland       | NOR Noruega        | 89.25     | 75.75     | 82.50     | 171.75 |       |
| 03 ! | 1   | 12    | Max Parrot          | CAN Canadá         | 28.25     | 94.00     | 76.25     | 170.25 |       |
| 4    | 27  | 9     | Hiroaki Kunitake    | JPN Japão          | 82.25     | 50.25     | 84.00     | 166.25 |       |
| 5    | 2   | 10    | Red Gerard          | USA Estados Unidos | 82.50     | 19.25     | 83.25     | 165.75 |       |
| 6    | 19  | 2     | Niek van der Velden | NED Países Baixos  | 83.75     | 78.25     | 26.75     | 162.00 |       |
| 7    | 5   | 3     | Chris Corning       | USA Estados Unidos | 92.00     | 35.50     | 64.00     | 156.00 |       |
| 8    | 4   | 7     | Marcus Kleveland    | NOR Noruega        | 87.75     | 62.25     | 39.00     | 150.00 |       |
| 9    | 3   | 11    | Takeru Otsuka       | JPN Japão          | 17.25     | 95.00     | 33.75     | 128.75 |       |
| 10   | 6   | 5     | Mark McMorris       | CAN Canadá         | 80.50     | 21.00     | 33.25     | 113.75 |       |
| 11   | 9   | 6     | Sven Thorgren       | SWE Suécia         | 25.25     | 67.00     | 21.50     | 88.50  |       |
| 12   | 13  | 1     | Darcy Sharpe        | CAN Canadá         | 20.00     | 82.00     | 5.75      | 87.75  |       |

Legenda
| Recorde mundial      | Recorde mundial (World record)               |                       | Recorde africano                      | Recorde africano (African) |                                           | Q | Classificado por posição (Qualified) |
| Recorde olímpico     | Recorde olímpico (Olympic record)            | Recorde da América    | Recorde da América (Americas)         | q                          | Classificado por melhor tempo (Qualified) |   |                                      |
| Melhor marca do ano  | Melhor marca do ano (World leading)          | Recorde asiático      | Recorde asiático (Asian)              | DNS                        | Não largou (Did not start)                |   |                                      |
| Recorde nacional     | Recorde nacional (National record)           | Recorde europeu       | Recorde europeu (European)            | DNF                        | Não terminou (Did not finish)             |   |                                      |
| Recorde pessoal      | Recorde pessoal do atleta (Personal best)    | Recorde da Oceania    | Recorde da Oceania (Oceania)          | DSQ / DQ                   | Desclassificado (Disqualified)            |   |                                      |
| Recorde da temporada | Recorde da temporada do atleta (Season best) | Recorde sul-americano | Recorde sul-americano (South America) | NM                         | Sem marca (No mark)                       |   |                                      |